# Църква (квартал)
Вижте пояснителната страница за други значения на Църква.
Църква, местно назовавано Цръква е квартал на град Перник, разположен в източната част на града.

## История
При избухването на Балканската война в 1912 година човек от Църква е доброволец в Македоно-одринското опълчение.
През 1962 година селото е преименувано на Даскалово на името на политика Райко Даскалов. Същата година е присъединено към Перник. След 1989 година на квартала е върнато историческото име Църква.

## Личности
Родени в Църква
- Мино Иванов – македоно-одрински опълченец от 1 рота на 4 битолска дружина[3]